# WinNuke
WinNuke – atak typu DoS, na który wrażliwe były systemy operacyjne Microsoft Windows 95, Windows NT i Windows 3.1x.
Atak polega na wysłaniu do portu 139 komputera ofiary, specjalnie spreparowanego pakietu TCP. W wyniku błędnego działania systemu, komputer ofiary ulegał zawieszeniu – wyświetlany był tzw. niebieski ekran śmierci z informacją o wystąpieniu błędu. Poza koniecznością zresetowania i utratą niezapisanych danych, atak nie powoduje żadnych trwałych uszkodzeń.
Kod przeprowadzający ten atak został opublikowany 7 czerwca 1997 roku przez osobę o pseudonimie „arbooth”. Ze względu na to, że szybko się rozprzestrzenił i był szeroko wykorzystywany (powstało wiele programów do przeprowadzania ataków tego typu), firma Microsoft była zmuszona do stworzenia poprawek dla swoich systemów, które pojawiły się już kilka tygodni później. W praktyce jednak komputery wrażliwe na ten atak można było spotkać aż do czasu upowszechnienia się systemu Windows 98.